# قائمة الأحزاب السياسية غير القانونية في تركيا
الأحزاب السياسية غير القانونية في تركيا هي المنظمات التي أسست أو نفذت أنشطة موجهة أساسًا إلى تركيا والتي (أ) تعتبر نفسها حزبًا سياسيًا كما هو موضح في أسمائها التي خصصتها لنفسها، (ب) لا يتم تأسيسها أو لا يمكن إنشاؤها بموجب قوانين جمهورية تركيا.
نفذت بعض هذه المنظمات أنشطة إرهابية، وبالتالي يمكن تصنيفها على أنها منظمات إرهابية. في الواقع، تفضل السلطات العامة التركية هذه التسمية أو المنظمات غير القانونية (yasadışı örgütler باللغة التركية). لكن مصطلح الحزب السياسي غير القانوني (yasadışı siyasal parti أو yasadışı siyasi parti باللغة التركية) يستخدم أيضًا في الوثائق الرسمية.

## الأحزاب غير القانونية غير النشطة
وفقًا لإدارة مكافحة الإرهاب والعمليات التابعة للمديرية العامة للأمن (الشرطة التركية)، توجد 13 منظمة إرهابية نشطة في تركيا 11 منها أحزاب سياسية غير قانونية:
- حزب العمال الشيوعي في تركيا
- حزب التحرر الشعبي الثوري–جبهة
- الحزب الشيوعي الماوي
- الحزب الشيوعي التركي (الماركسي – اللينيني)
- الحزب الشيوعي الماركسي اللينيني
- الحزب الشيوعي الثوري في تركيا
- حزب العمال الكردستاني
- الحزب الثوري الكردستاني
- الحزب الديمقراطي الكردستاني / الشمال[4]
- حزب الله التركي
- دولة الخلافة
- جبهة المغيرين الإسلاميين الشرقيين
- جيش القدس
- حزب التحرير
- جماعة كولن

صقور حرية كردستان، ليس مدرجًا في القائمة مع أن الولايات المتحدة والاتحاد الأوروبي والمملكة المتحدة قد صنفتهم منظمةً إرهابيةً. ومع ذلك، فقد تم تصنيف الولايات المتحدة له كمنظمة إرهابية في يناير 2008. ليس من الواضح ما إذا كان الحزب ينفذ أو لا يقوم بأنشطة متشددة فقط أو كلا النشاطات السياسية والسياسة.

## أطراف غير شرعية غير نشطة
وفقًا لهان أوزهان، هناك ثماني منظمات مهمة تمثل أحزابًا سياسية غير شرعية في تاريخ تركيا الحديثة. فقط الحزب الشيوعي التركي / الماركسي اللينيني من قائمته لا يزال نشطًا. السبعة الآخرون هم:
- حزب العمال والفلاحين الثوريين في تركيا
- جيش التحرير الشعبي التركي
- حزب التحرير الشعبي - جبهة تركيا
- حزب العمل الشيوعي التركي
- الحزب الشيوعي التركي / الاتحاد

تشمل المنظمات الأخرى التي يمكن تصنيفها أحزابًا سياسية غير قانونية في تركيا ما يلي:
- الحزب الاسلامي الكردستاني
- الحركة الاسلامية الكردية